# 言語権
言語権（げんごけん）とは、ある領域で言語話者の民族性・国籍・規模に拘わらず、公私の領域で意思疎通を図るために、言語を選択する 人権・市民権に関する個別的・総体的な権利のことである。

## 概要
言語権は、それらの当事者たちによって理解されて自由に選ばれる言語による立法・行政・司法の行為、教育、メディアに対する権利を含む。特に、少数民族や先住民の少数言語の保護という文脈で、言語権は強制的な文化的同化、言語差別と言語帝国主義に抵抗する手段になりうるとの指摘もある。

## 国際法における言語権
教育における差別を禁止する条約の第5条(c)項にも言及はあるものの、通例、文化的・教育的な権利よりもより幅広い枠組みで取り扱われる。国際人権規約（市民的及び政治的権利に関する国際規約）の第27条は、言語的少数民族がその固有の言語を使用する権利を否定されないことを明記している。

## 言語権に関連する重要な文書
en:Universal Declaration of Linguistic Rights・ヨーロッパ地方言語・少数言語憲章・en:Framework Convention for the Protection of National Minorities